# Sabulodes edwardsata
Sabulodes edwardsata là một loài bướm đêm trong họ Geometridae.